# Asylum (Computerspiel)
Asylum ist ein Computerspiel des US-amerikanischen Unternehmens Med Systems Software, das 1981 erschien und 1982 mit Asylum II einen Nachfolger erhielt. Es gehört zum Genre der Textadventures.

## Handlung
Die Handlung spielt in einer Einrichtung, die einem psychiatrischen Krankenhaus ähnelt. Der Spieler in der Rolle eines Patienten leidet am „Adventure Syndrome Leading to Ultimate Madness“ (Asylum). Ziel des Spiels ist es, aus der Einrichtung zu entkommen. Der Spieler muss dazu in verschiedenen Räumen der Einrichtung Rätsel lösen, mit anderen Patienten reden und sich durch ein Labyrinth von Verbindungsgängen zwischen den Räumen bewegen.

## Spielprinzip und Technik
Die Steuerung des Einzelspieler-Adventures erfolgt über Tastatur und Cursortasten. Mittels eines Text-Parsers werden einfache englische Worte und Sätze eingegeben, um zum Beispiel in einem Raum einen Gegenstand zu nehmen ("get") oder zu untersuchen ("examine"). Die Navigation durch die Gänge zwischen den Räumen erfolgt über Cursortasten.

## Produktionsnotizen
Asylum wurde 1981 für den TRS-80 und verwandte Computer wie den Video Genie entwickelt. Geschrieben und programmiert wurde es von William Denman, die Grafiken stammten von Frank Corr. Beide hatten zuvor für Med Systems mit Rat's Race, Labyrinth und Deathmaze 5000 Labyrinthspiele entwickelt, auf die Asylum technisch aufbaut, wobei Rätsel und die Interaktion mit NPCs eingeführt wurden. Die 1981 veröffentlichte Version verfügte über einfache, zweifarbige Ascii-Grafiken, die durch den standardmäßig zur Verfügung stehenden Zeichensatz erzeugt wurde. Die Fortbewegung zwischen den Handlungsorten erfolgt durch ein Labyrinth von Gängen, die in dreidimensionalen Grafiken dargestellt sind. Es gibt zwei Versionen des Spiels, eine für Computer mit 16 Kilobyte RAM und eine für 32 Kilobyte RAM. Letztere Version unterscheidet sich von ersterer ausschließlich durch längere Texte.
Med Systems Software veröffentlichte 1982 für den TRS-80 das Nachfolgespiel Asylum II, das mit identischer Technik und einem ähnlichen Setting aufwartete, sich aber im Aufbau der Spielwelt, in den NPCs und in den Rätseln unterschied. 1983 benannte sich die Firma in Screenplay um. 1985 entwickelte Screenplay ein Remake von Asylum II für die Heimcomputer Commodore 64 und Atari 8-bit sowie DOS-Rechner. Das Remake verfügte über zeitgemäße Grafik, war inhaltlich aber mit Asylum II identisch.
Außer Asylum entwickelte Med Systems Software noch ein weiteres Adventure mit einer ähnlichen Handlung (The Institute, ebenfalls 1981).

## Rezeption
Der Ludohistoriker Jason Dyer stellte im Rahmen seiner Rezensionsreihe All the Adventures 2020 heraus, dass Asylum den Spieler ohne Erläuterungen zur Hintergrundgeschichte ins Spiel werfe. Der Parser verstehe zwar theoretisch komplette Sätze, es seien jedoch nur spezifische Eingaben und keine Synonyme implementiert, was zu frustrierenden Momenten führe. Auch mangele es vielen Objekten an Hinweisen für ihren Einsatzort, so dass man beispielsweise einen gefundenen Schlüssel an jeder Tür im Spiel ausprobieren müsse. Darüber sei man der Labyrinthe im Spiel schnell überdrüssig.